# 平田修 (実業家)
平田 修（ひらた おさむ、1956年11月3日 - ）は、日本の実業家。株式会社トライグループ代表取締役会長を務める。

## 経歴・人物
立教大学経済学部卒業。個人塾を経営していたが、富山大学の学生が作った家庭教師教育サークルを1987年1月に「富山大学トライ」として創業。その後、1990年4月に「トライグループ」として設立。
1997年に前妻と離婚。2000年に元女優の二谷友里恵と再婚。
2005年にトライグループの社長を二谷に譲り、自らは会長に就任する。
その後地方競馬と中央競馬の馬主資格を取得して競走馬の馬主となった。新潟馬主協会の会員にも名を連ねている。2022年7月時点で10頭を超える競走馬を所有している。なお、中央競馬調教師である平田修とは同姓同名の別人である。